# デイヴィッド・リー・ロス
デイヴィッド・リー・ロス（David Lee Roth、1954年10月10日 - ）は、アメリカのミュージシャン（ボーカリスト・作詞・作曲家）、音楽家。ハードロックバンド、ヴァン・ヘイレンのボーカリストである。両親はロシアとウクライナから来たユダヤ人移民の子孫であり、医師の息子としてインディアナ州ブルーミントンに生まれた。身長182cm。バンドのエンターテインメント性重視の路線を牽引し、その明るく豪快で華やかなキャラクターから「ダイヤモンド・デイヴ」の異名を持つ。
剣術を好み、12歳から学んでいる。カリフォルニア州パサデナにある自宅のことをMojo Dojoと読んでいる。

## 来歴
- 1970年代 RED BALL JETSからヴァン・ヘイレン兄弟に引き抜かれる。デイヴィッドはPA機材を兄弟のバンドに貸していたため、兄弟がレンタル料を惜しんでの引き抜きとも言われるが加入後もきっちり兄弟にレンタル料を請求していた。
- 1980年代前半 ヴァン・ヘイレンの項参照。
- 1985年 ソロ名義のEP『クレイジー・フロム・ザ・ヒート』をリリース。同年4月、ヴァン・ヘイレンを脱退して完全にソロ活動へ転じる[3]。
- 1986年 スティーヴ・ヴァイ、ビリー・シーン、グレッグ・ビソネットを迎えた超絶技巧ロックバンドを率いてアルバム『イート・エム・アンド・スマイル』をリリース。
- 1987年 アルバム『スカイスクレイパー』のレコーディング終了後にビリー・シーンが脱退し、グレッグ・ビソネットの弟であるマット・ビソネットが新たにベーシストとして加入。
- 1988年 アルバム『スカイスクレイパー』リリース。本人が出演した東芝のテレビCMがオンエアされる。同時にソロとして初来日公演もおこなう。
- 1994年 2回目の来日公演を行う。
- 1996年 ヴァン・ヘイレンから2代目ヴォーカリストサミー・ヘイガーが脱退、ベスト・アルバム『グレイテスト・ヒッツ』用の新曲はデイヴィッドが歌うことになり、レコーディングするが、アルバムリリース後、デイヴィッドは「アルバムの宣伝に使われた」と言い、再びヴァン・ヘイレンを脱退。
- 2002年 夏、サムアンドデイヴツアーというツアータイトルでサミー・ヘイガーと共にツアーをする。(ゲストとして、マイケル・アンソニーも参加。)
- 2007年2月2日 ヴァン・ヘイレン公式サイトにて、デイヴィッドのヴァン・ヘイレン復帰を発表。
- 2012年2月7日、ヴァン・ヘイレン12枚目のアルバム『ア・ディファレント・カインド・オブ・トゥルース』リリース。
- 2012年5月から2013年2月まで日本に住んでいた[4][5]。小錦八十吉と親しく、日本語を含め多くのことを彼から学んだという。
- 2013年5月には日本で製作したショート・フィルム『外人任侠伝〜東京事変』をYouTubeで配信[6]。

## ディスコグラフィ

### ソロ・アルバム
- 『クレイジー・フロム・ザ・ヒート』 - Crazy From The Heat（1985年）※全米15位 プラチナム。EP盤
- 『イート・エム・アンド・スマイル』 - Eat 'Em And Smile（1986年）※全米4位 プラチナム
- 『スカイスクレイパー』 - Skyscraper（1988年）※全米6位 プラチナム
- 『ア・リトル・エイント・イナフ』 - A Little Ain't Enough'（1991年）※全米18位 ゴールド
- 『ユア・フィルシー・リトル・マウス』 - You Filthy Little Mouth（1994年）※全米36位
- 『ザ・ベスト』 - The Best（1997年）※全米199位
- DLR Band（1998年）※全米172位
- 『ダイヤモンド・デイヴ』 - Diamond Dave（2003年）

### ヴァン・ヘイレン
- 『炎の導火線』 - Van Halen（1978年）
- 『伝説の爆撃機』 - Van Halen II（1979年）
- 『暗黒の掟』 - Women and Children First（1980年）
- 『戒厳令』 - Fair Warning（1981年）
- 『ダイヴァー・ダウン』 - Diver Down（1982年）
- 『1984』 - 1984（1984年）
- 『ア・ディファレント・カインド・オブ・トゥルース』 - A Different Kind of Truth（2012年）
- 『ライヴ・イン・ジャパン』 - Tokyo Dome Live in Concert（2015年）※ライブ

## 来日公演

### デイヴィッド・リー・ロス・バンド
- Skyscraper World Tour（1988年）〈Steve Vai〉
  - 9月20日 札幌 真駒内アイスアリーナ
  - 9月22日 仙台 仙台市体育館
  - 9月23日・24日 横浜 横浜文化体育館
  - 9月26日 名古屋 名古屋レインボーホール
  - 9月27日・28日 大阪 大阪城ホール
  - 9月30日・10月1日 東京 代々木第一体育館
  - 10月3日・4日 東京 日本武道館
- The Entire World Tour（1994年）〈Terry Kilgore〉
  - 4月11日 広島 広島郵便貯金ホール
  - 4月12日 大阪 大阪厚生年金会館
  - 4月15日・16日 東京 東京厚生年金会館
  - 4月18日 横須賀 横須賀芸術劇場
  - 4月20日 仙台 宮城県民会館
  - 4月21日 東京 中野サンプラザ
- Diamond Dave Tour（2004年）〈Brian Young〉
  - 1月26日 大阪 BIG CAT
  - 1月28日 名古屋 DIAMOND HALL
  - 1月30日 東京 渋谷公会堂